# مكتبة متحف فيكتور بالاغير

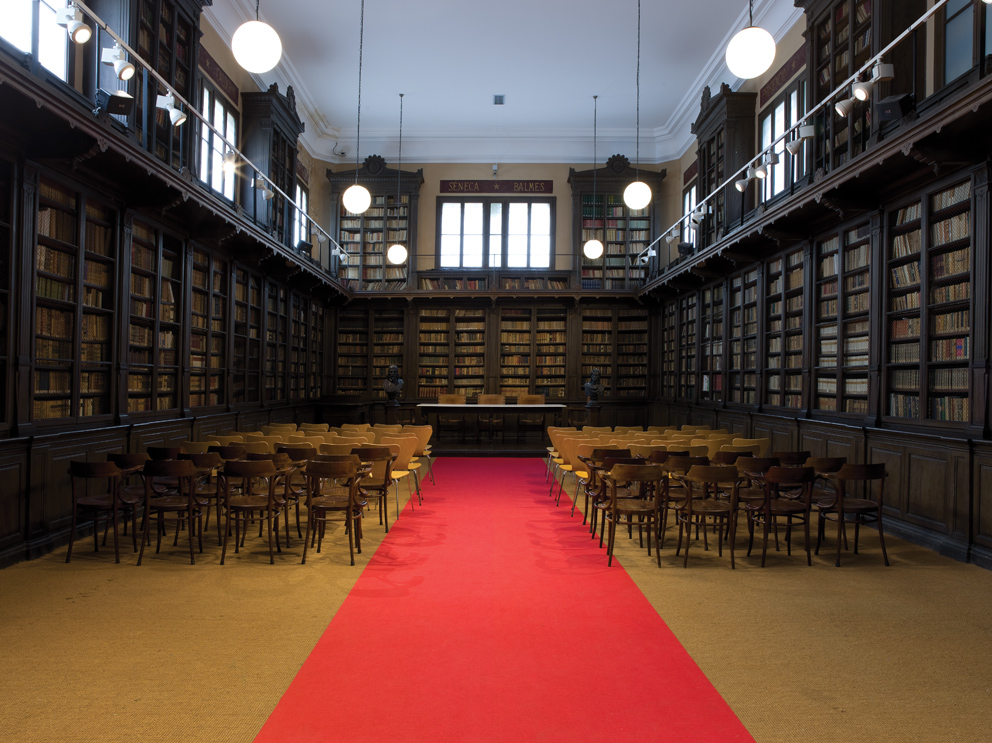
مكتبة متحف فيكتور بالاغير.

تقع مكتبة متحف فيكتور بالاغير في فيلانوفا إ لا غيلترو وقد تم تأسيسها في عام 1884 من قبل فيكتور بالاغير وذلك لشكر المدينة على دعمها خلال حياته السياسية. منذ عام 2000، يعد المتحف جزءًا من المتحف الوطني للفنون في كاتالونيا والمكتبة جزء من مكتبة كاتالونيا الوطنية.

## البناء

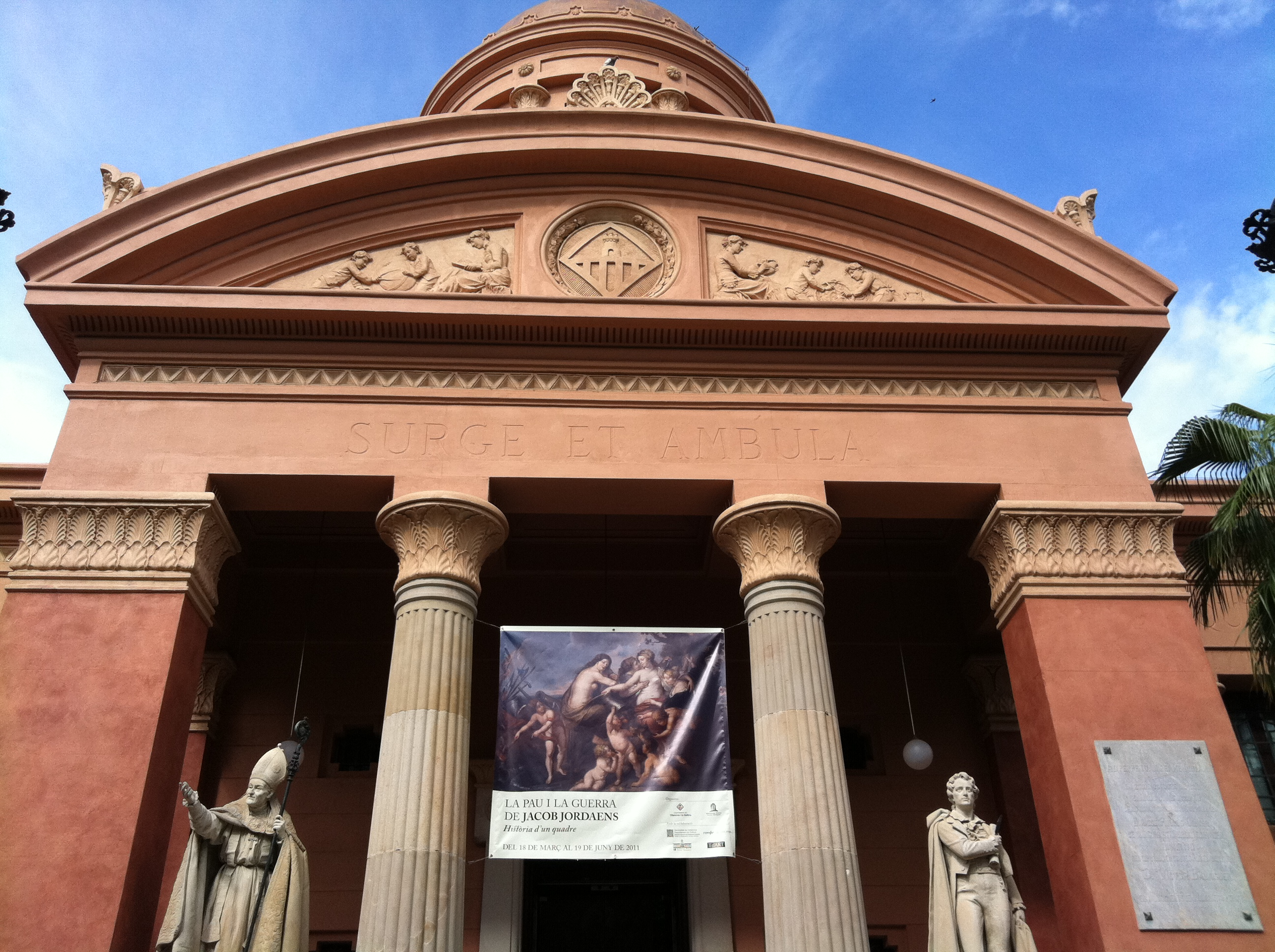
مدخل المبنى الرئيسي مع درج محاط بمنحوتات فرانسيسك أرمانيا والشاعر مانويل دي كابانيز، ونقش سيرج أمبولا.

تم بناء المبنى بين عامي 1882 و 1884، وهو من المهندس المعماري جيروني جرانيل مونديت ويقع في وسط فيلانوفا جلتري، وتحيط به محطة السكك الحديدية، وكلية الهندسة التقنية الفائقة في فيلانوفا من البوليتكنيك جامعة كاتالونيا ومكتبة هذه الكلية. تم تصميمه على وجه التحديد كمكتبة ومتحف، وهو أمر غير معتاد في ذلك الوقت. المبنى على شكل معبد ويحتوي على عناصر زخرفية على الطراز المصري الجديد واليوناني الجديد، وتفاصيل مميزة للعمارة العامة في كاتالونيا في نهاية القرن التاسع عشر. على واجهة المبنى، نجد منحوتات رئيس الأساقفة فرانسيسك أرمانيا والشاعر مانويل دي كابانيز، اللذين كانا من الشخصيات ذات الصلة بفيلانوفا في القرن التاسع عشر. أعلى المدخل الرئيسي، يمكن قراءة الكلمة الرئيسية سيرج أمبولا (قف وامش باللغة اللاتينية)، كما أنها ذات صلة بحديقة القرن التاسع عشر التي تحيط بالمبنى. هنا يمكننا العثور على منزل سانتا تيريزا، المكان الذي عاش فيه فيكتور بالاغير أثناء إقامته في فيلانوفا. على مر السنين، خضع المبنى للعديد من التعديلات والتغييرات، ولكن في آخر واحد اختاروا استعادة النمط الأصلي الذي صممه جرانيل وبالتالي استعادة الضوء الطبيعي داخل القاعات.

## المكتبة
لقد تم تصوره للتعريف، من خلال الأشياء والوثائق من جميع الأنواع، بمجمل المعرفة. ساهم مؤسسه بالكتب والمجلات والوثائق الأخرى. كان قصد المؤسس هو فتحه لأي مواطن «بدون أي نوع من الإقصاء الاقتصادي أو الاجتماعي» وكانت هذه سابقة للمكتبات العامة الكاتالونية. استجاب تصنيف المجموعة وتصميمها إلى دراسة دقيقة لأمينة المكتبة والطابعة خوان أوليفا ميلا، التي درست المكتبات الأوروبية الأخرى لمعرفة أفضل تنظيم للمركز الجديد. في تلك اللحظة، شدد على طاولة كبيرة حيث كان تحت تصرف القراء المجلات والمجلات من أماكن مختلفة والتي سمحت لهم دائمًا بالتعرف عليها. في الوقت الحاضر، يوجد 50.000 كتاب وما يقرب من 2.000 مطبوعة يومية من القرن الثامن عشر إلى القرن التاسع عشر. علاوة على ذلك، هناك أيضًا حوالي 50.000 حرف والعديد من المخطوطات الأدبية والسياسية من فيكتور بالاغير. كل هذا جعلها واحدة من أغنى المجموعات الببليوغرافية في القرن التاسع عشر في كاتالونيا. كما أن لديها وثائق وأرشيفات شخصية أو فنية من شخصيات مثل إنريك كريستوفور ريكارت وجوان أليماني إي مويا وإدوارد تولدرا، بالإضافة إلى الببليوغرافيا الشخصية التي عثر عليها جوان ريوس فيلا وخوسيه كروسيت وشخصية تذوق الطعام جيرويج سانتاكانا من بين آخرين.

## المجموعات

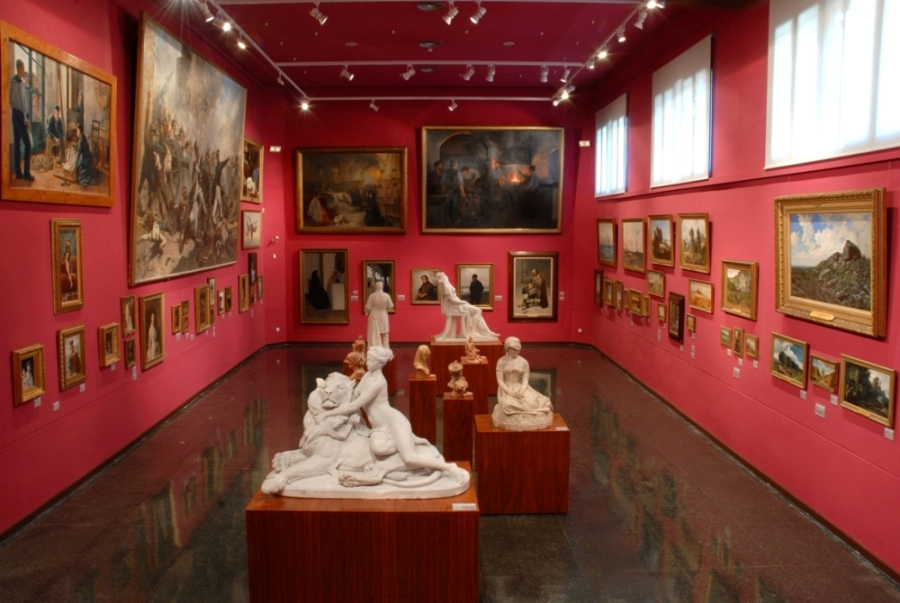
صالة معرض الفن

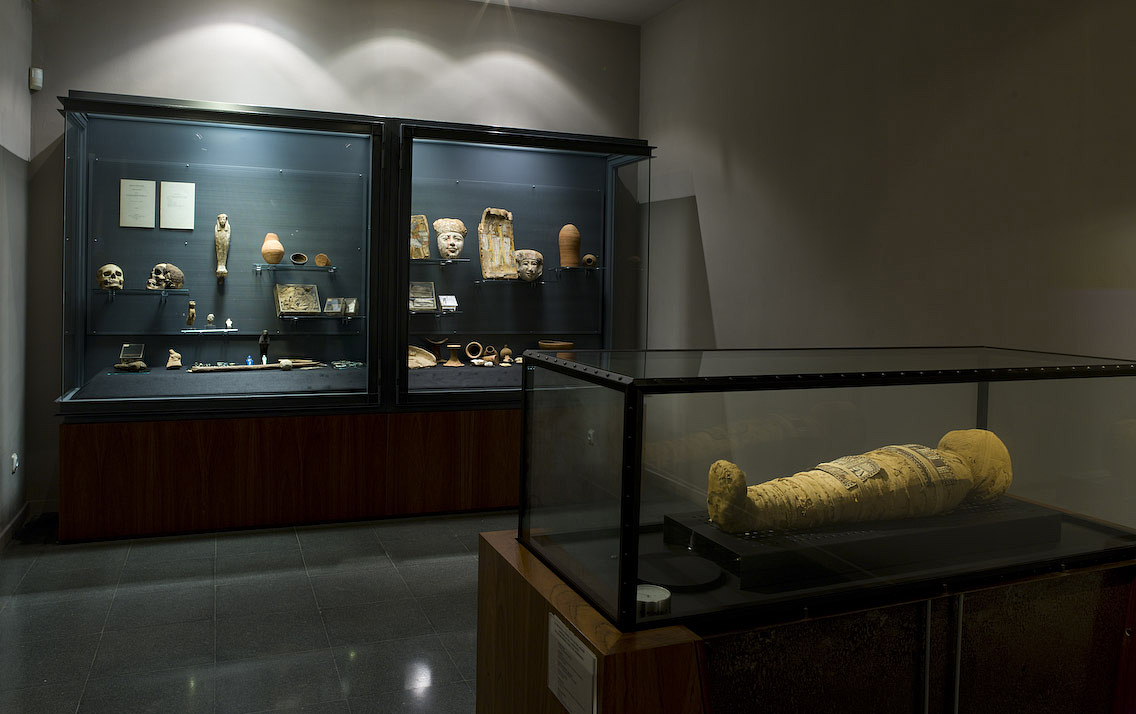
القاعة المصرية

بصفتها جامعي التحف القديمة في القرن التاسع عشر، تم تقسيم المجموعة إلى عدة مجموعات فرعية بسبب اهتمام بالاغير متعدد التخصصات. على الرغم من أن بالاغير أعطى سمك المجموعة، إلا أن المتحف قام بدمج مجموعاته وإثرائها على مر السنين من خلال العديد من التبرعات وعمليات الاستحواذ. في الوقت الحاضر (2011)، يتكون المكتشف الفني للمتحف من 7.000 قطعة مختلفة حيث تؤكد بوضوح على مجموعة اللوحات والنحت في القرن التاسع عشر. منذ عام التأسيس، قام متحف ديل برادو بإيداع العديد من الأعمال التي يتم تغييرها بشكل دوري. غالبًا ما تتكون هذه الوديعة من لوحات قشتالية وأندلسية وفالنسية من القرن السادس عشر إلى القرن الثامن عشر، وهناك أعمال لفنانين مشهورين مثل إل غريكو أو فرانثيسكو غويا أو خوسيه دي ريبيرا من بين آخرين. يحتفظ المتحف أيضًا بمجموعة اللوحات الكاتالونية البلدية التي تعود إلى القرن التاسع عشر والتي تم عرضها حتى عام 1996 في كاستيل جلتري.

### المعرض الفني

#### الرسم والنحت من القرن التاسع عشر
يوجد في قاعة معرض الفن واحدة من أفضل مجموعات اللوحات الكاتالونية في القرن التاسع عشر، مع أعمال من سانتياغو روسينول ورامون كاساس آي كاربو وجواكيم فايريدا ورامون مارتي ألسينا وباو كاربونيل وديونيزيو بايكسيراس فيرداغير. يُظهر بشكل أساسي المجموعة واللوحات الأصلية للمؤسس التي تبرع بها الفنانون. يتم عرض الأعمال بترتيب زمني بحيث تستحضر مدرسة روما للفن الكاتالوني في القرن التاسع عشر. يوجد في القاعة أيضًا منتزه مونتيليون من خواكين سورويا، المعروف باسم ملكية سوكوند ماي أوف برادو.

#### لوحة الباروك
توجد في قاعة برادو مجموعة مهمة من اللوحات الباروكية القادمة من متحف ديل برادو. هناك أعمال مثل «العائلة المقدسة» من إل غريكو ولوحات أخرى من لوكا جيوردانو وبارتولومه إستبان موريو وبيتر بول روبنس وخوسيه دي ريبيرا، إلخ. المدارس القشتالية والأندلسية ممثلة هنا أكثر من الفلمنكية والإيطالية. يتم توزيع اللوحات في أربعة مجالات مواضيعية كبيرة: الرسم الديني، والبورتريه، والأساطير، والطبيعة، بما في ذلك الحياة الساكنة.

#### الرسم والنحت في القرن العشرين
توجد في قاعات الطابق الثاني لوحات ومنحوتات للفنانين الرئيسيين في النصف الأول من القرن العشرين مثل سانتياغو روسينول ورامون كاساس وكاربو وهيرمينغيلدو أنجلادا كاماراسا وجواكيم مير وإيزيدري نونيل وفرانسيسك دومينغو أو كزافييه نوغيس من بين آخرين. معظم هذه اللوحات صغيرة وقد تم التبرع بها للمؤسسة عام 1956. يعطي العام اسمًا للمجموعة بأكملها باسم ليجيت أوف 56. فيما يتعلق بالتاريخ المحلي، توجد قاعة بها لوحات لمقهى فومنت القديم ومساحة صغيرة بها أعمال من مدرسة فيلانوفا. في هذا الطابق وهناك أيضا مجموعة من الفن المعاصر من دي 50 و60 مع لوحات من ألبرت رافالاوس كاسمادا، هيرنانديز بيخوان، جوان جوسيب ثاراتس، جوسيب غوينوفارت ط برتران، أنطونيو ساورا... والمنحوتات من ملاك فيرانت وأندرو الفارو بين الآخرين. تأتي غالبية أعمال هذه المجموعة من متحف برشلونة الأول للفن المعاصر الذي تأسس في عام 1963 لمنع تشتت هذه المجموعة المهمة، والتي تُعتبر المجموعة الفنية الأكثر اكتمالاً في كاتالونيا. توجد صالة عرض مؤقتة أيضًا.

### علم الآثار والاثنوغرافيا

#### المجموعة المصرية
توجد قاعة مصرية حيث يمكن العثور على أشياء أصلية من مصر القديمة. وتؤكد على تفردها مومياء صغيرة لطفل يبلغ من العمر خمس سنوات يُدعى نيسي، إحدى المومياوات الخمس الفريدة المحفوظة في الوقت الحاضر في المتاحف الكاتالونية. كانت المجموعة المصرية بالمتحف هي الأولى في كاتالونيا وتم التبرع بها في عام 1886 من قبل إدوارد تودا إي غويل، وهو شخصية دبلوماسية وكاتب ومتعاون وثيق مع فيكتور بالاغير مع حركة مميّزة. بعض قطع المجموعة مأخوذة من مقبرة سننجم في دير المدينة (غرب طيبة) حيث تعاون إدوارد تودا.

#### المجموعة ما قبل الكولومبية
تجمع مجموعة ما قبل كولومبوس الأشياء من أهم المناطق في أمريكا الوسطى وخاصة من هضبة المكسيك وأمريكا الوسطى وأمريكا الجنوبية. تم التبرع بمعظم قطع المجموعة من قبل شخصيات دبلوماسية وشخصيات بارزة سافروا إلى المنطقة وشاركوا أحيانًا في الحفريات الأثرية. كانت البارونة ويلسون إميليا سيرانو (1834-1922) من الأشخاص الذين ساهموا في توسيع هذه المؤسسات. ظهرت الأشياء التي تعود إلى حقبة ما قبل كولومبوس في كاتالونيا في القرن التاسع عشر عندما عاد البحارة والتجار، المعروفون باسم إنديانوس، إلى أوطانهم حاملين الفضول من الأمريكتين.

#### المجموعة الفلبينية
تتكون المجموعة من أشياء من الحياة اليومية والحرب والدينية القادمة من المعارض الدولية مثل مسابقة العلوم الأنثروبولوجية في باريس عام 1878 أو المعرض العام الفلبيني في بالاسيو دي كريستال ديل ريتيرو في مدريد عام 1887.

#### المجموعة الشرقية
تتكون المجموعة الشرقية من ثلاث تبرعات كبيرة من إدوارد تودا وفرانشيسك أبيلا وخوان مينكاريني. كل منهم كان على علاقة جيدة مع فيكتور بالاغير. تؤكد هذه المجموعة على المجموعة المسكوكية التي تبرع بها خوان مينكاريني. وهي مكونة من شرائه المباشر في الصين ويتم تمثيلهم تقريبًا جميع سلالات الماضي الإمبراطوري الصيني. تم التبرع به في عام 1888.

#### المجموعة الأثرية
تتكون المجموعة الأثرية من كتلتين كبيرتين: التبرعات التأسيسية القادمة من أجزاء مختلفة من العالم؛ وتلك القادمة من الحفريات المحلية وخاصة من جاراف وألت بينيداس وبايش بينيداس. المواقع الرئيسية الممثلة هي دارو وسوليكرب وماسياس نوفا وكوفا فيردا وكوفا دي كان سادورني. يوجد في كتلة التبرعات التأسيسية مجموعتان: 1) التبرعات عندما كان فيكتور بالاغير على قيد الحياة، 2) التبرعات بعد وفاته حتى عام 1939. يوجد في كتلة الحفريات 3 مجموعات: 1) الحفريات التأسيسية حتى عام 1939، 2) الحفريات التي قام بها مركز الدراسات التابع لمكتبة فيكتور بالاغير (1951-1982) و 3) حفريات تم إيداعها في متحف بالاغير حتى الآن.

#### مجموعة الفن الزخرفي
تتكون هذه المجموعة من مجموعات أصغر أخرى (الزجاج والسيراميك  والمعدن) والتي تعطي صورة كاملة عن شغف فيكتور بالايجر بالتجميع. عينات صغيرة ولكنها رائعة تحتوي على أشياء استثنائية من القرن الثاني عشر.

## ركن الأطفال

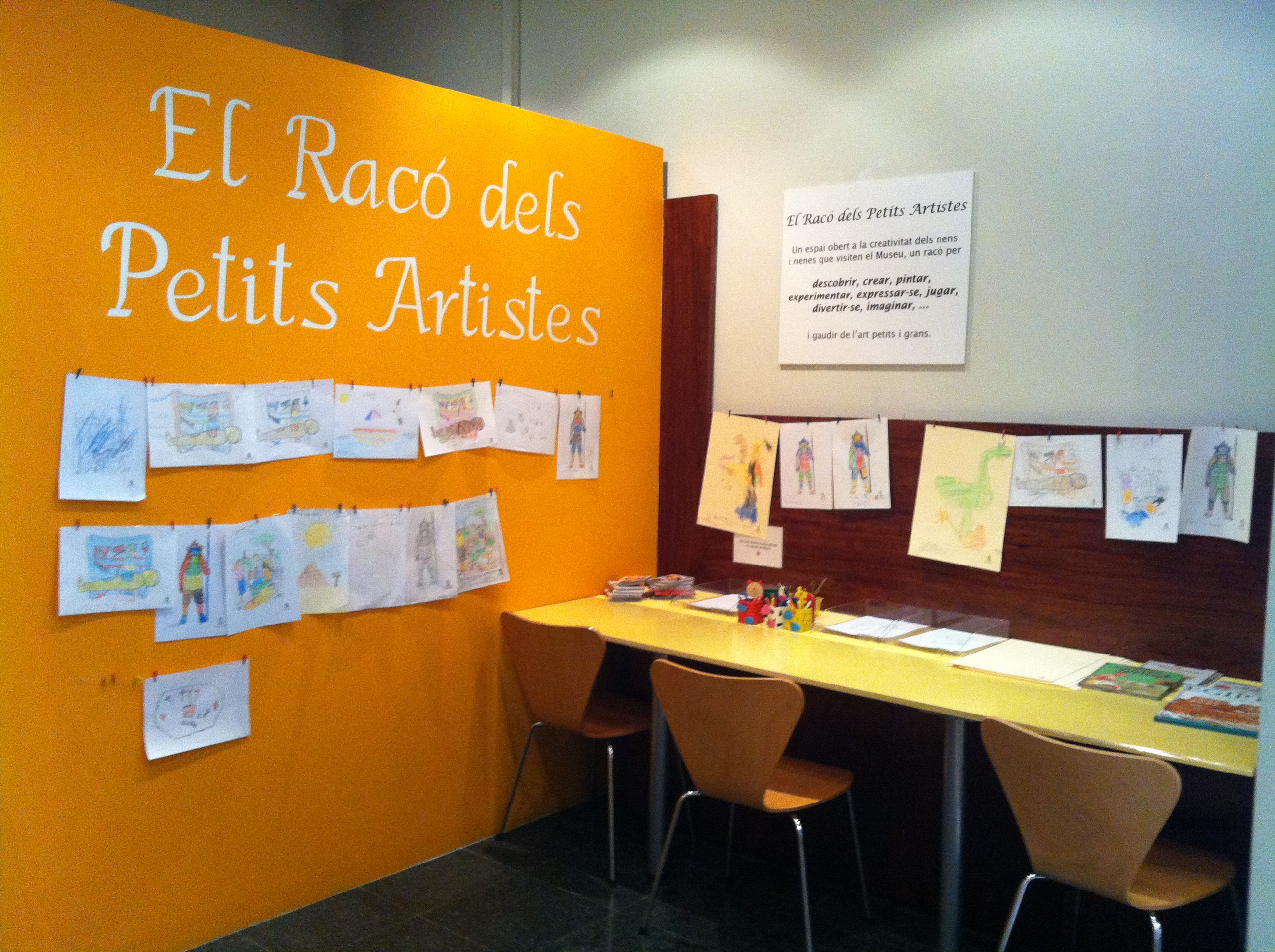
ركن الأطفال

في ديسمبر 2010 تم افتتاح ركن الأطفال. هي مساحة دائمة جديدة في المتحف موجهة للأطفال حيث يمكنهم الرسم والتعبير عن المستوى الفني.

## المظهر اللمسي
يحتوي المتحف أيضًا على وحدة متعددة الحواس تسمى «المظهر اللمسي» وهي عبارة عن مساحة تفسير باللمس موجهة إلى الجميع ولكنها مصممة خصيصًا للزوار الذين يعانون من صعوبات بصرية أو عمى أو معاقين.

## نشرة المكتبة
نشرة متحف مكتبة فيكتور بالاغير (ISSN 0212-6168) هي نشرة إعلامية سنوية يتم تحريرها من قبل جمعية أصدقاء متحف المكتبة فيكتور بالاغير. يقوم بجمع المعلومات المتعلقة بالمجموعة الببليوغرافية والفنية من مؤسسة بالاغير. يتحدث عن البحث في المكتبة والنشاطات التي نفذت خلال العام الماضي في المؤسسة. كان متوفرا على موقع raco.cat.

## فهرس
- مونيوز دي إمبرت، سيلفيا. «Surge et Ambula. 125 anys de la Biblioteca Museu Víctor Balaguer ». Bonart [جيرونا]، الأسطوانات. 122 (ديسمبري 2009)، ص. 56. ISSN 1885-4389.
- ترولين، جوزيب ماريا (دير). مكتبة متحف فيكتور بالاغير. Guia de les Col·leccions del Museu. Organisme Autònom BMVB، 2001.(ردمك 84-931438-3-9)رقم ISBN 84-931438-3-9.
- ترولين، جوزيب ماريا (دير). مكتبة متحف فيكتور بالاغير. Guia de la visita. Organisme Autònom BMVB، 2007.(ردمك 84-920539-8-4)رقم ISBN 84-920539-8-4.
- Toda i Güell، Eduard. مكتبة - متحف بالاغير. Catálogo de la Colección Egipcia، ١٨٨٧. رقم ISBN.
- Boletín de la Biblioteca-Museo Balaguer، 1886,1887,1888.
- Padró i Parcerisa، Josep. Catàleg del Museu Balaguer: col·lecció egípcia، 1987.(ردمك 84-393-0791-8)رقم ISBN 84-393-0791-8.
- Solanilla i Demestre، فيكتوريا. Catàleg del Museu Balaguer: col·lecció pre-colombina، 1988.(ردمك 84-393-0876-0)رقم ISBN 84-393-0876-0.
- Cid Prieto، C. La colección precolombina de la Biblioteca-Museo Balaguer a "Butlletí de la Biblioteca-Museu Balaguer"، 5a.època، III. 1955، p. 3-16.
- ميريت ميستري، ماجى. Miscel·lània Penedesenca. Joan Bellmunt i Poblet (1915-1990) i la secció arqueològica del Centre destudis de la Biblioteca-Museu Balaguer: Un model local darqueologia. 1993، pàg. 159-175.
- جاردي ط سولير، يوليا. Butlletí de la Biblioteca Museu Balaguer. سيتينا إيبوكا. Els fons de lExtrem Orien en el Llegat Fundacional de la Biblioteca Museu Balaguer، Octubre 2010، pàg. 29-44. ISSN 0212-6168.
- جينيس بلاسي، مونيكا. Butlletí de la Biblioteca Museu Balaguer. سيتينا إيبوكا. Estudi preliminar de la col·lecció de moneda xinesa de la Biblioteca Museu Balaguer، Octubre 2011، pàg. 115-128. ISSN 0212-6168.
- مورمينيو دي نجاس، لويز. Els arqueòlegs del museu. Els Col.leccionistes del XIX.2001، lAny Víctor Balaguer، "LHora del Garraf"، 4-maig-2001، pàg. الثقافة.
- مورمينيو دي نجاس، لويز. Els arqueòlegs del museu. Els arqueòlegs recollidors.2001، lAny Víctor Balaguer، «LHora del Garraf»، 11 maig 2001، pàg. الثقافة.
- مورمينيو دي نجاس، لويز. Els arqueòlegs del museu. Els arqueòlegs precientífics.2001، lAny Víctor Balaguer، «LHora del Garraf»، 18 maig 2001، pàg. الثقافة.
- مورمينيو دي نجاس، لويز. Els arqueòlegs del museu. Els últims arqueòlegs.2001، lAny Víctor Balaguer، "LHora del Garraf"، 25 maig 2001، pàg. الثقافة.
- Romaní y Guerra، Amador. Catálogo de la Sección de Paletnología Ibérica. مكتبة متحف بالاغير.. إمبرينتا دياري فيلانويفا إي جيلترو، 1917.
- روزيش سالفو، ميريا. متحف باتليتي دي لا مكتبة بالاغير. سيتينا إيبوكا. El Museu en els seus orígens. Quina col.lecció tenía Balaguer abans dobrir al Museu؟، Octubre 2009، pàg. 39-61. ISSN 0212-6168.

## رابط خارجي
- الموقع الرسمي